# 韌革近薄孔菌
韌革近薄孔菌（学名：Antrodiella liebmannii），屬原毛平革菌科小薄孔属一種真菌，是木棲腐生的中小型菇類。现接受名为黑卷黄孔菌 （Flaviporus liebmannii (Fr.) Ginns）。收录于生态环境部中国科学院发布的《中国生物多样性红色名录-大型真菌卷》名录中，并且被评估为LC等级。